# Ontgasser

Schema van een ontgasser

Een ontgasser is een apparaat dat opgeloste gassen verwijdert uit water. Daartoe wordt stoom in het water gebracht. Volgens de Wet van Henry drijft de stoom andere opgeloste gassen uit het water.
Het gaat vooral om opgelost zuurstofgas en kooldioxide in voedingswater van stoomketels. Die veroorzaken immers corrosie en zijn daarom ongewenst. Een ontgasser verwijdert zuurstof tot 7 microgram per liter.
Voor een beter contact is de ontgasser dikwijls gevuld met Pallringen of Raschigringen.
Op laboratoriumschaal wordt, vanwege de geringe oplosbaarheid van helium in water, de stoom vaak vervangen door helium. Hoewel helium relatief duur is, wegen de kosten daarvan bij laboratoriumgebruik (kleine schaal, incidenteel) op tegen het niet hoeven aanleggen van de dure stoomleidingen.